# Natascha McElhone
Natascha McElhone, pseudonimo di Natascha Abigail Taylor (Hampstead, 14 dicembre 1971), è un'attrice britannica.

## Biografia
Figlia di giornalisti irlandesi (McElhone è il cognome della madre), laureata presso la London Academy of Music and Dramatic Art, inizia a recitare in teatro in pièce teatrali come Il giardino dei ciliegi e Riccardo III. Lavora anche in alcune produzioni televisive, ma è in teatro che viene notata dal regista James Ivory che la scrittura per la parte di Françoise Gilot nel suo film del 1996 Surviving Picasso.
Nel 1998 recita nel film The Truman Show con Jim Carrey e in Ronin con Robert De Niro. Nel 2000 recita in Pene d'amor perdute di Kenneth Branagh, mentre nel 2002 prende parte ai film Killing Me Softly - Uccidimi dolcemente, Laurel Canyon e Solaris di Steven Soderbergh con George Clooney.
Negli ultimi anni è stata molto attiva in campo televisivo: dal 2007 al 2014 ha interpretato Karen nella serie TV Californication; successivamente ha preso parte alla serie ABC Designated Survivor, dove interpreta Alex Kirkman, moglie del protagonista.

## Vita privata
È vedova del chirurgo plastico Martin Hirigoyen Kelly, da cui ha avuto i figli Theodore (2000), Otis (2003) e Rex (2008). Il marito è morto a causa di una cardiomiopatia dilatativa il 20 maggio 2008.

## Filmografia

### Cinema
- Surviving Picasso, regia di James Ivory (1996)
- L'ombra del diavolo (The Devil's Own), regia di Alan J. Pakula (1997)
- Mrs. Dalloway, regia di Marleen Gorris (1997)
- The Truman Show, regia di Peter Weir (1998)
- What Rats Won't Do, regia di Alastair Reid (1998)
- Ronin, regia di John Frankenheimer (1998)
- Pene d'amor perdute (Love's Labour's Lost), regia di Kenneth Branagh (2000)
- L'esecutore (Contaminated Man), regia di Anthony Hickox (2000)
- Killing Me Softly - Uccidimi dolcemente (Killing Me Softly), regia di Chen Kaige (2002)
- Laurel Canyon - Dritto in fondo al cuore (Laurel Canyon), regia di Lisa Cholodenko (2002)
- Paura.com (FeardotCom), regia di William Malone (2002)
- City of Ghosts, regia di Matt Dillon (2002)
- Solaris, regia di Steven Soderbergh (2002)
- Ladies in Lavender, regia di Charles Dance (2004)
- Guy X, regia di Saul Metzstein (2005)
- Big Nothing, regia di Jean-Baptiste Andrea (2006)
- Moonacre - I segreti dell'ultima luna (The Secret of Moonacre), regia di Gábor Csupó (2008)
- Blessed, regia di Mark Aldridge (2008)
- The Kid, regia di Nick Moran (2010)
- Thorne: Sleepyhead, regia di Stephen Hopkins (2010)
- Looper, regia di Rian Johnson (2012)
- The Sea, regia di Stephen Brown (2013)
- Romeo and Juliet, regia di Carlo Carlei (2013)
- Believe - Il sogno si avvera (Believe), regia di David Scheinmann (2013)
- Mr. Church, regia di Bruce Beresford (2016)
- London Town, regia di Derrick Borte (2016)

### Televisione
- Ruth Rendell Mysteries – serie TV, 2 episodi (1990)
- Bergerac – serie TV, 1 episodio (1991)
- Absolutely Fabulous – serie TV, 1 episodio (1994)
- Minder – serie TV, 1 episodio (1994)
- Mystery!: Cadfael – serie TV, 1 episodio (1994)
- Screen One – serie TV, 1 episodio (1994)
- Karaoke – miniserie TV, 2 puntate (1996)
- Cold Lazarus – miniserie TV, 2 puntate (1996)
- The Other Boleyn Girl, regia di Philippa Lawthorpe – film TV (2003)
- Revelations – miniserie TV, 6 puntate (2005)
- The Company – miniserie TV, 2 puntate (2007)
- 10 Minute Tales – serie TV, 1 episodio (2009)
- Californication – serie TV, 84 episodi (2007-2014)
- Saints & Strangers – miniserie TV, 2 puntate (2015)
- Designated Survivor – serie TV, 43 episodi (2016-2018)
- The First – serie TV, 8 episodi (2018)
- Hotel Portofino – serie TV (2022-in corso)
- Halo – serie TV, 15 episodi (2022-2024)
- The Crown – serie TV, 3 episodi (2022)

### Doppiaggio
- Castlevania: Lords of Shadow – videogioco (2010)
- Castlevania: Lords of Shadow 2 – videogioco (2014)

## Doppiatrici italiane
Nelle versioni in italiano delle opere in cui ha recitato, Natascha McElhone è stata doppiata da:
- Francesca Fiorentini in Laurel Canyon - Dritto in fondo al cuore, Romeo & Juliet, Designated Survivor, Hotel Portofino
- Pinella Dragani in Killing Me Softly - Uccidimi dolcemente, Paura.com, L'ombra del diavolo
- Lorena Bertini in The Truman Show, Ronin
- Roberta Pellini in Moonacre - I segreti dell'ultima luna
- Anna Cesareni in Californication
- Gabriella Borri in Mrs. Dalloway
- Galatea Ranzi in Ladies in Lavender
- Emanuela Rossi in Surviving Picasso
- Franca D'Amato in Pene d'amor perdute, City of Ghosts
- Stefanella Marrama in Solaris
- Valentina Stredini in Believe - Il sogno si avvera
- Chiara Colizzi in The First
- Cristiana Rossi in Halo
- Anna Charlotte Barbera in The Crown